# Robert Aleksandrovič Majman
Robert Aleksandrovič Majman (San Pietroburgo, 19 maggio 1903 – Leningrado, 1º marzo 1988) è stato un regista cinematografico sovietico.

## Filmografia (parziale)

### Regista
- Tankisty (1939)[1]
- Po Kirovskij oblasti (1950)